# Cornelia Schlosser

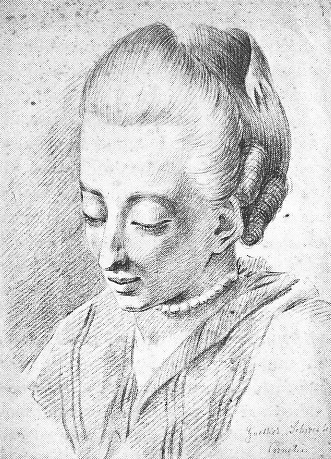
Cornelia Schlosser (1770)

Cornelia Friederica Christiana Schlosser urodzona jako Cornelia Goethe (ur. 7 grudnia 1750 we Frankfurcie nad Menem, zm. 8 czerwca 1777 w Emmendingen) – siostra Johanna Wolfganga von Goethego, autorka listów.

## Życiorys
Była córką Johanna Caspara Goethego i Cathariny Elisabeth Textor Goethe. Miała trzech braci i dwie siostry. Czworo z jej rodzeństwa bardzo wcześnie umarło. Została tylko ona i jej brat, Johann Wolfgang.
Rodzeństwo Goethe było jak bliźnięta, nierozłączne. Cornelia uczyła się razem ze swoim bratem. Brała lekcje łaciny, angielskiego, włoskiego, a przede wszystkim francuskiego. Pobierała lekcje śpiewu i gry na fortepianie, uczyła się rysunku i tańca. Surowy, pedantyczny ojciec nadzorował nauczanie swoich dzieci, które kształciły się w domu.
W 1765 relacje pomiędzy rodzeństwem zmieniły się. Johan Wolfgang mógł studiować, co nie było dane jego siostrze, która musiała zostać w domu i uczyć się kobiecych obowiązków – sprzątania, gotowania i dbania profesjonalnie o dom.

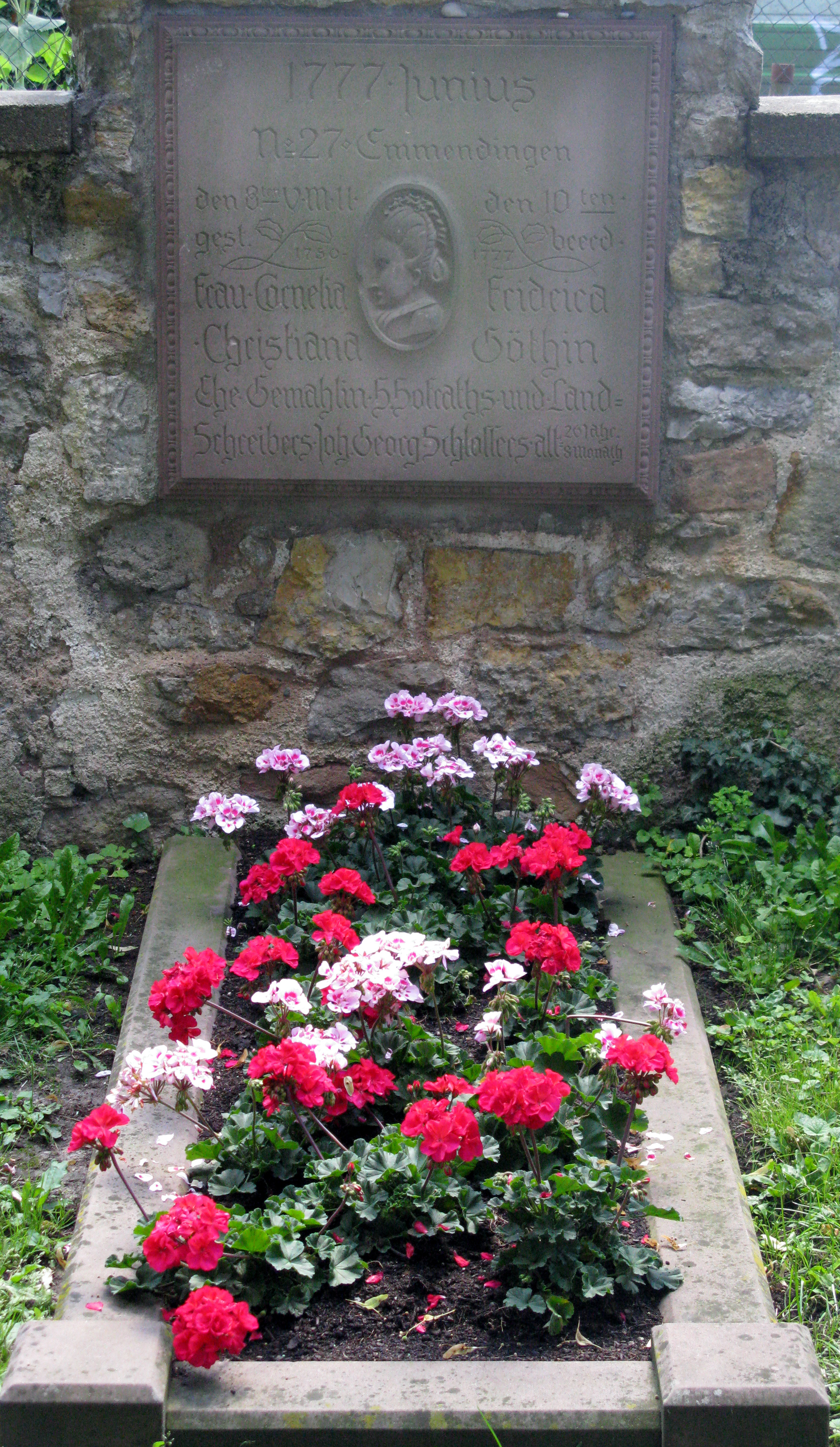
Grób Cornelii Schlosser na starym cmentarzu w Emmendingen

W latach 1767–1769 Cornelia Goethe prowadziła tajny dziennik z listami w języku francuskim. Pisała po kryjomu do przyjaciółki – Kathariny Fabricius. Dziewczyny analizowały w swojej korespondencji brak równouprawnienia pomiędzy mężczyznami, a kobietami. Większość listów dziewczyn zostało po latach spalone przez jej brata, Johanna Wolfganga, który był przeciwnikiem tego, żeby kobiety były tak samo traktowane, jak mężczyźni. Jej brat uważał – tak samo, jak jego ojciec, że miejsce kobiety jest w domu.
Mimo tego, że Goethe nie widziała żadnych powodów, żeby w przyszłości wychodzić za mąż, to w wieku 23 lat, jak na tamte czasy było to bardzo późno – wyszła za mąż, za Johanna Georga Schlossera – najlepiej opłacanego urzędnika w mieście, przyjaciela jej brata. Ślub odbył się 1 listopada 1773. Jednak ich małżeństwo nie było szczęśliwe. Cornelia mieszkała w małym miasteczku Emmendingen i była tam bardzo samotna. Para mimo wszystko po jakimś czasie doczekała się swojego pierwszego, dziecka, córki – Marii Anny Louisy, urodzonej 28 października 1774. Poród nie był łatwy. Po porodzie Schlosser wpadła w depresję, która trwała dwa lata. Mimo tego trzy lata po urodzeniu pierwszej córki przyszła na świat jej druga córka, Catharina Elizabeth Julie, która urodziła się 10 maja 1777. Cornelia Schlosser tym razem ledwo ten poród przeżyła. Zmarła 8 czerwca 1777, w wieku 27 lat.
Została pochowana na starym cmentarzu w Emmendingen.

## Listy i sekretna korespondencja (1767-1769)[5], korespondencja z rodziną i przyjaciółmi
W latach 1765–1767 Goethe Schlosser korespondowała ze swoim bratem, który studiował w Lipsku. Tylko ich wszystkie listy przetrwały, ponieważ Johann Wolfgang po latach większość listów swojej siostry i matki spalił.
Od 1767 do 1769 Cornelia korespondowała w sekrecie ze swoją przyjaciółką – Kathariną Fabricius. Kobiety prowadziły pamiętnik z listami. W tych raportach, opisach i scenach Cornelia i Katharina przyglądały się bliżej społeczeństwu we Frankfurcie, a dokładniej roli kobiet. Zakazom i nakazom. Ich listy czytane krok po kroku brzmiały, jak powieść, która opisywała desperackie cierpienie kobiet.
W 1990, we Fryburgu wydano listy Cornelii Goethe – Briefe und Correspondance Secrete (1767–1769) – (pol. Listy i sekretna korespondencja (1767–1769)). Te, które przetrwały.

## Rodzina[7]
- Johann Caspar Goethe – ojciec;
- Catharina Elisabeth Goethe – matka;
- Johann Georg Schlosser – mąż;
- Maria Anne Louisa Schlosser – córka;
- Catharina Elizabeth Julie Schlosser – córka;
  - Hermann Jacob Goethe – brat;
  - Georg Adolf Goethe – brat;
  - Johann Wolfgang von Goethe – brat;
  - Catharina Elisabeth Goethe – siostra;
  - Johanna Maria Goethe – siostra.